# Rautujärvi (sjö i Enare, Lappland, Finland)
Rautujärvi eller Kuovashurjävri är en sjö i Finland. Den ligger i kommunen Enare i landskapet Lappland, i den norra delen av landet, 1 000 km norr om huvudstaden Helsingfors. Rautujärvi ligger 153,2 meter över havet. Arean är 1,86 kvadratkilometer och strandlinjen är 16,09 kilometer lång. Sjön  ingår i Pasvik älvs huvudavrinningsområde.   
I övrigt finns följande vid Rautujärvi:
- Tshurnujoki (ett vattendrag)